# صمويل مورس
صمويل فينلي بريز مورس (بالإنجليزية: Samuel Finley Breese Morse) ـ (27 أبريل 1791 - 2 أبريل 1872) كان مخترعاً أمريكيا يرجع له الفضل في اختراع التلغراف؛ عمل رساما طوال حياته لكنه لم يلق التقدير الذي يستحقه فعانى الفقر في أول حياته؛ أنشأ الأكاديمية الوطنية للتصميم؛ صنع أول نموذج عملي التلغراف سنة 1835 فأحدث ثورة في مجال الاتصالات.
ولد مورس في تشارلستاون بولاية ماساتشوستس، ودرس في أكاديمية فيليبس في أندوفر بولاية ماساتشوستس، ثم التحق بكلية ييل ليدرس الفلسفة الدينية والرياضيات، حيث تخرج بتفوق سنة 1810، وكان مورس يمارس الرسم لتدبير نفقات دراسته.

## اختراع التلغراف

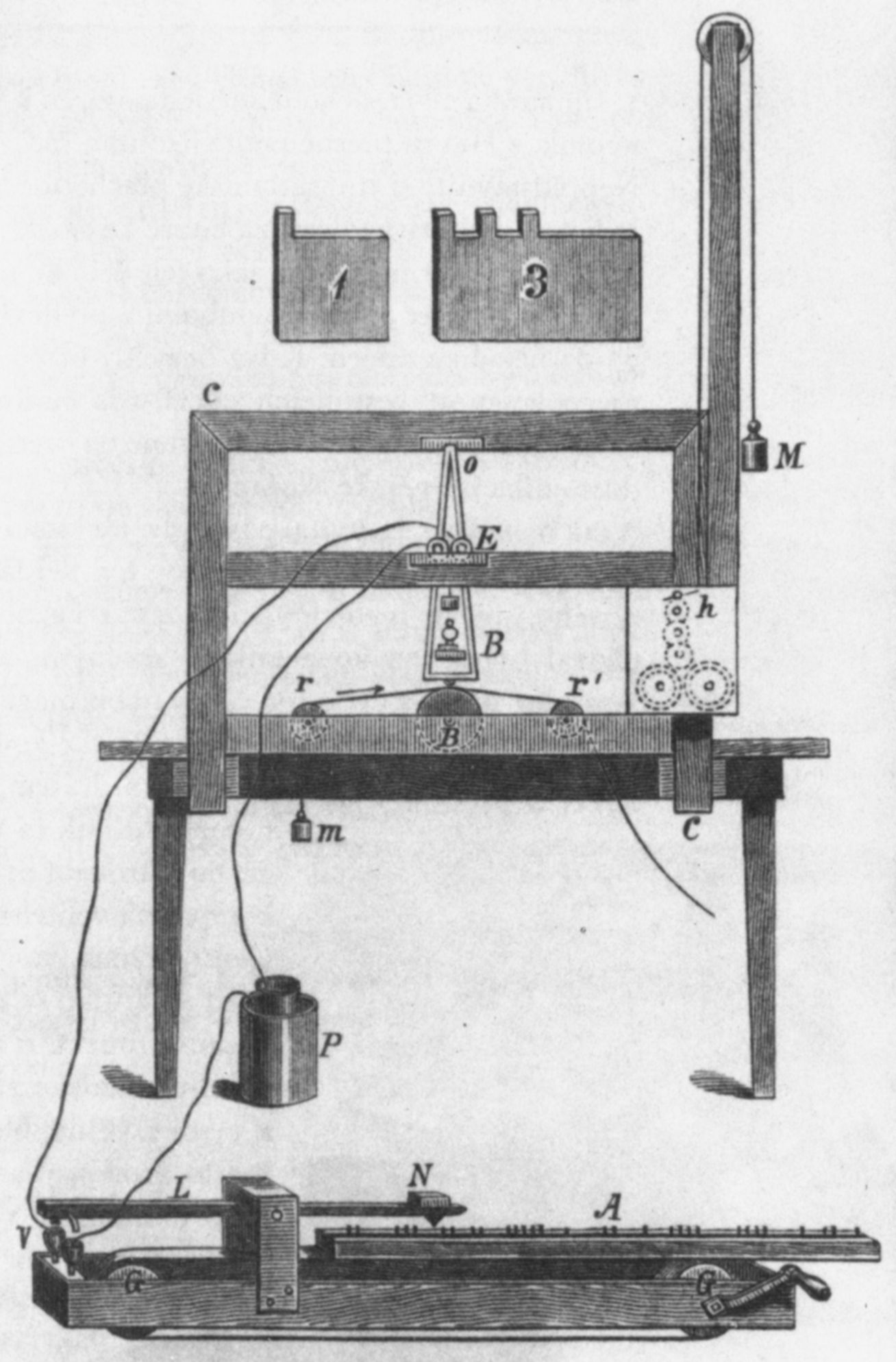
تلغراف مورس الأصلي

في سنة 1825 كلفت مدينة نيويورك مورس برسم صورة زيتية لجلبير دو موتييه (ماركيز لافاييت) في واشنطن مقابل 509 دولار، وأثناء قيامه بالرسم، جاءه رجل بريد من راكبي الخيول برسالة من أبيه من سطر واحد نصها «زوجتك العزيزة في مرحلة نقاهة»، فغادر مورس واشنطن على الفور ـ دون أن يكمل اللوحة ـ متوجهاً إلى موطنه نيو هافن ليكتشف أن زوجته قد ماتت ودفنت. وتحت تأثير صدمته ـ بعد أن ظل لأيام لا يعلم شيئاً عن مرض زوجته ثم وفاتها بعيداً عنه ـ ترك مورس الرسم وأخذ يبحث عن طريقة للتواصل عبر المسافات الطويلة.
وأثناء رحلة بحرية قام بها مورس سنة 1832، التقى شخصاً من بوسطن يدعى تشارلز جاكسون، كان قد درس الكهرومغناطيسية، وشاهد العديد من تجاربه على المغناطيس الكهربي. وعقب تلك المشاهدات، طور مورس مفهوم التلغراف ذي السلك الواحد. وما زال تلغراف مورس الأول محفوظاُ في المتحف الوطني للتاريخ الأمريكي في مؤسسة سميشونيان، بصحبة طلب مورس للحصول على براءة اختراعه، وسرعان ما صارت شفرة مورس اللغة الأولى للتواصل التلغرافي في العالم.
واجه مورس في البداية صعوبة تمثلت في عدم قدرته على توصيل الإشارة التلغرافية إلى مسافة تزيد عن ياردات قليلة من السلك، ولكن مساعدة البروفيسور ليونارد غيل (أستاذ الكيمياء بجامعة نيويورك) مكنته من إرسال الرسائل التلغرافية لمسافة عشرة أميال (16 كيلومتراً) من السلك.
وفي سنة 1838 فشل مورس في الحصول على دعم الحكومة المركزية في واشنطن لتوصيل خط تلغرافي، فسافر إلى أوروبا باحثاً عن رعاة وعن براءات لاختراعه أيضاً، ولكنه اكتشف في لندن أن كلاً من وليام كوك وتشارلز ويتسون سبقاه إلى تنفيذ الفكرة في بريطانيا.
وفي ديسمبر 1842 سافر مورس للمرة الأخيرة إلى واشنطن محاولاً إقناع الحكومة الفيدرالية، فقام بتوصيل «أسلاك بين غرفتين في الكابيتول (مبنى الكونغرس) وأخذ يرسل الرسائل بين الغرفتين بالتبادل» ليوضح لرجال الدولة طبيعة اختراعه. فخصص الكونغرس 30 ألف دولار سنة 1843 لإنشاء خط تجريبي طوله 38 ميلاً (61 كيلومتراً) بين واشنطن وبالتيمور. وفي 24 مايو 1844 افتتح الخط، وجرت أول تجربة رسمية له، أرسل فيها مورس عبارته الشهيرة «ما فعل الله» (بالإنجليزية: What hath God wrought) وهي عبارة اختارتها آني إلسورث ـ ابنة هنري إلسورث مفوض براءات الاختراع ـ من الكتاب المقدس (سفر العدد 23:23). وكان إلسورث قد تبنى اختراع مورس وساعد في توفير الاعتمادات المالية اللازمة لتنفيذه.
وفي مايو 1845 أنشئت شركة ماغنيتيك تلغراف (بالإنجليزية: Magnetic Telegraph Company) لتوصيل خطوط التلغراف من مدينة نيويورك إلى فيلادلفيا وبوسطن وبافالو ومنطقة المسيسيبي.

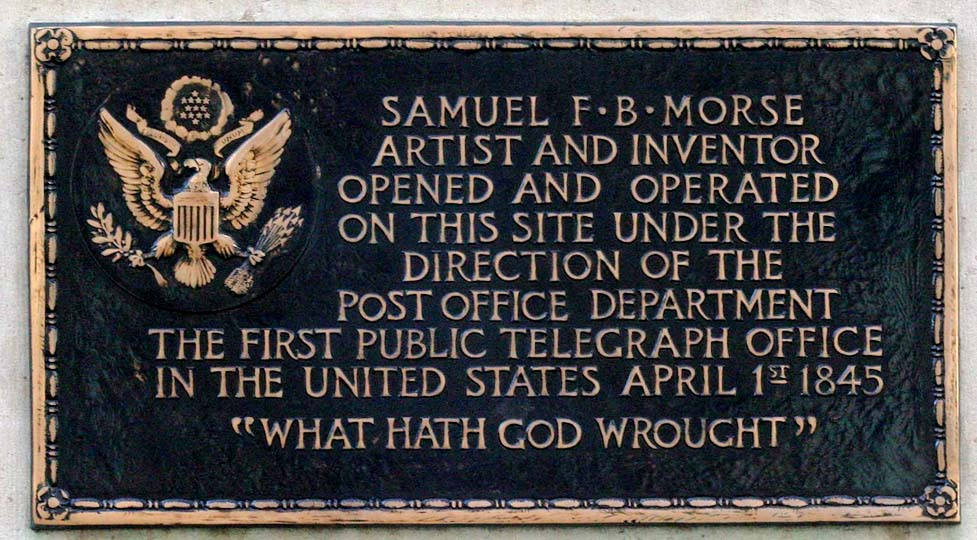
لافتة أول مكتب تلغراف في التاريخ

حصل مورس على براءة لاختراع التلغراف سنة 1847 في قصر بيلربيه القديم في إسطنبول من السلطان العثماني عبد المجيد الأول، الذي قام بتجربة الاختراع الجديد بنفسه.
وفي خمسينيات القرن التاسع عشر، سافر مورس إلى كوبنهاغن وزار متحف ثورفالدسنس، وقابله الملك فردريك السابع ليقلده وسام دانيبروغ.
وفي سنة 1851 تبنت أوروبا رسمياً جهاز مورس ليكون الجهاز المعتمد في الاتصالات التلغرافية في أوروبا، غير أن المملكة المتحدة ـ ومستعمراتها الشاسعة ـ احتفظت بجهاز كوك وويتسون.
عرف مورس في ستينيات القرن التاسع عشر كمدافع عن العبودية.

## الأوسمة

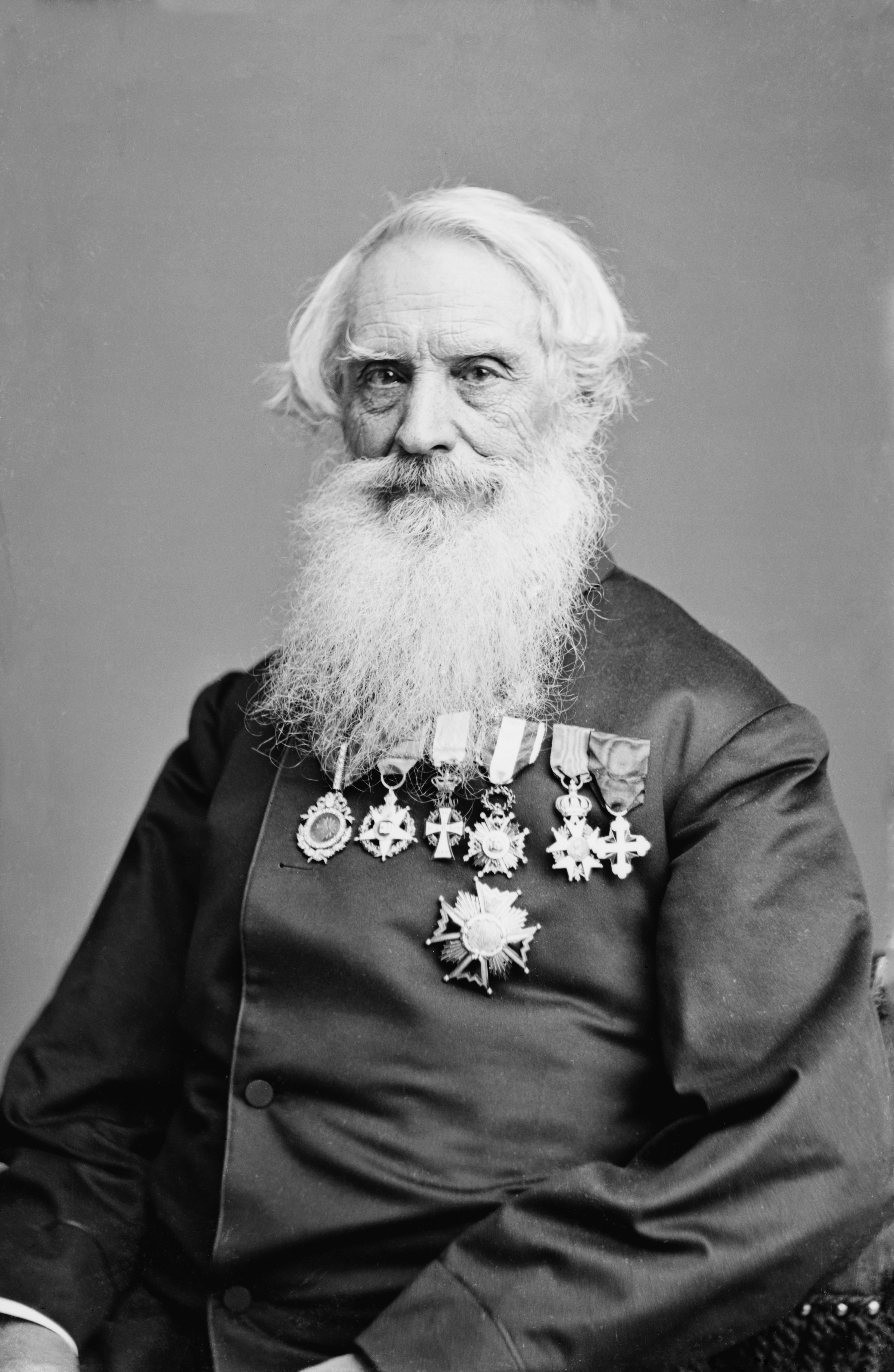
صمويل مورس متقلداً أوسمته. من اليسار إلى اليمين: نيشان الافتخار (الدولة العثمانية)، وسام البرج والسيف (البرتغال)، وسام دانيبروغ (الدنمرك)، الميدالية الذهبية للفن والعلم (مملكة فورتمبيرغ)، الميدالية الذهبية للعلوم (النمسا)، وسام القديسين ماوريزيو ولازارو (إيطاليا)، وسام إيزابيللا الكاثوليكية (إسبانيا)

وفقاً لما ورد في مقالة تأبينية لمورس نشرت في جريدة نيويورك تايمز في 3 أبريل 1872، فقد تقلد مورس ـ تقديراً لابتكاره ـ الأوسمة والجوائز التالية:
- وسام الافتخار من عبد المجيد الأول (حوالي سنة 1847[11]).
- صندوق نشوق ذهبي يحتوي على ميدالية ذهبية بروسية تمنح تقديراً للتفوق العلمي، من ملك بروسيا (1851).
- الميدالية الذهبية العظمى للعلوم والفنون من إمبراطور النمسا (1855 1856).
- صليب فارس وسام دانيبروغ من ملك الدنمرك (1856).
- صليب قائد فرسان وسام إيزابيللا الكاثوليكية (بالإسبانية: Orden de Isabel la Católica) من ملكة إسبانيا.
- وسام البرج والسيف (بالبرتغالية: Ordem Militar da Torre e Espada, Valor, Lealdade e Mérito) من مملكة البرتغال (1860).
- شارة فارس وسام القديسين ماوريزيو ولازارو (بالإيطالية: Ordine dei Santi Maurizio e Lazzaro) ـ (1864).

بالإضافة إلى انتخابه لعضوية العديد من جمعيات العلوم والفنون في الولايات المتحدة وغيرها.

## روابط خارجية
- صمويل مورس على موقع الموسوعة البريطانية (الإنجليزية)
- صمويل مورس على موقع إن إن دي بي (الإنجليزية)
- صمويل مورس على موقع ديسكوغز (الإنجليزية)